# Systemteori
Systemteori er en tværfaglig tilgang, hvor grundlæggende aspekter og principper for systemer anvendes til at beskrive og forklare fænomener af varierende kompleksitet.
Så forskellige områder og modeller som solsystemet, biologiske celler, mennesker, en familie, en organisation, en stat, men også maskiner og computernetværk kan forstås som systemer og beskrives med systemteori. Kognitive erkendelses- og problemløsningsprocesser, der henviser til systemteoriens begreber, sammenfattes ofte under begrebet systemtænkning.
Analysen af strukturer, dynamik og funktioner har til formål at give et mere omfattende overblik og muliggøre mere realistiske forudsigelser af systemets adfærd. Systemteoretiske begreber anvendes inden for en lang række videnskabelige discipliner. "Systemteorien har lige fra starten haft til formål at modvirke fragmenteringen af viden inden for videnskabelige discipliner."
Systemteori er både en generel og særskilt disciplin og en vidt forgrenet og heterogen ramme for en tværfaglig diskurs, der har begrebet system som sit grundbegreb. Derfor findes der både en generel "systemteori" og et væld af forskellige, til dels modstridende og konkurrerende systemdefinitioner og -begreber. I dag er der imidlertid opstået et relativt stabilt sæt af termer og teoremer, som systemteorien henviser til.

## Historie
Udtrykket General Systems Theory går tilbage til biologen Ludwig von Bertalanffy. Hans arbejde udgør sammen med kybernetikken (Norbert Wiener, W. Ross Ashby) de grundlæggende overvejelser i denne tilgang til videnskab. Andre vigtige teorier stammer fra Humberto Maturana og Francisco Varela (autopoiesis), Gregory Bateson (dobbeltbinding, systemteori om læring), Stuart Kauffman (selvorganisering) og Alfred Radcliffe-Brown (strukturfunktionalisme) samt Talcott Parsons (strukturfunktionalisme eller systemfunktionalisme) og Niklas Luhmann (sociologisk systemteori).
Kulturhistorisk set går begrebet system tilbage til Johann Heinrich Lambert og blev overtaget og videreudviklet af bl.a. Johann Gottfried Herder. Dette sker hovedsageligt i forbindelse med spørgsmålet om, hvordan man forstår levende organismer og deres selvbevarelse og organisering.
Moderne systemteori er baseret på uafhængigt udviklede tilgange, som senere er blevet syntetiseret og udvidet: Udtrykket systemteori eller systemteori stammer fra Ludwig von Bertalanffy (jf. General Systems Theory). Von Bertalanffy taler om åbne systemer og udvikler begrebet organiseret kompleksitet, som skal beskrive den dynamiske udveksling med omgivelserne. Det var imidlertid først, da begrebet information blev formuleret, at dette begreb kunne generaliseres yderligere. Allerede i 1948 havde Norbert Wiener opfundet kybernetik, et ligeledes centralt udtryk, som i dag er tæt forbundet med systembegrebet. Et andet beslægtet begreb er Alexander Bogdanovs tektologi.
De tværfaglige Macy-konferencer mellem 1946 og 1953 var banebrydende for udviklingen af systemteorien. På disse konferencer udviklede forskere fra en lang række discipliner en fælles forståelse af kybernetiske processer inden for en lang række discipliner, fra matematik til antropologi til neurovidenskab.

### Kybernetik
Kybernetik beskæftiger sig med operationelt lukkede mekanismer. Kybernetikkens fokus er på regulering og kontrol. I kybernetikken er det derfor primært regulerede mekanismer, der kommer i betragtning som systemer. Regulering er altid baseret på processer, der kan beskrives med systemteori (teknik). Bertalanffy talte imod at blande sin systemteori og kybernetikken, fordi han mente, at kybernetikkens mekanistiske tankegang ikke var egnet til at beskrive livet.

#### Generelle udvidelser af kybernetikken
Systemteori af anden orden henviser til systemteorier, der er selvrefererende i følgende forstand: Den respektive systemteori bruges til at beskrive den systemteoretiker, der udarbejder teorien. Det centrale begreb er derfor "observatørens observation af observatøren".
Autopoiesis er det, som Humberto Maturana kalder både sin systemteori og den væsentlige proces, som han beskriver med sin teori, nemlig livet. Maturana beskriver i grove træk det samme som von Bertalanffy i sin systemteori, men han argumenterer i kybernetiske termer: han taler om levende (autopoietiske) maskiner, der er operationelt lukkede.
Selvorganisering er en betegnelse for processer, der ligesom autopoiesis fører til højere strukturelle ordener uden nogen genkendelig styrende faktor. Den radikale konstruktivisme blev udviklet af Ernst von Glasersfeld. Han tog udgangspunkt i Jean Piagets arbejde. Piagets tankegang var konstruktivistisk og epistemologisk. Ernst von Glasersfeld argumenterede også især for systemernes operationelle sammenhæng.
Systemdynamik er et begreb, der anvendes til at beskrive modellering af komplekse og dynamiske systemer. Jay Wright Forrester gjorde metoden kendt gennem verdensmodellen World3, som blev brugt i Club of Rome-publikationen Grænser for vækst (Dennis L. Meadows 1972) til at forudsige bl.a. det globale forbrug af råstoffer.

### Sociologisk systemteori
Sociologisk systemteori ser sig selv som en universel teori i den forstand, at den er en omfattende og sammenhængende teoribygning for alle former for socialitet. Det sociologiske systembegreb går tilbage til Talcott Parsons. Parsons betragter handlinger som konstitutive elementer i sociale systemer. Han opfandt begrebet strukturelt-funktionel systemteori.
Niklas Luhmann udvidede Parsons' teori og anvender ikke længere handling som et grundlæggende element, men kommunikation - se systemteori (Luhmann).

### Teori om politiske systemer
Systemteorien inden for statskundskab går tilbage til David Easton.

### Kommunikationsteori og systemisk terapi
På grundlag af systemteorien udviklede forskere og psykoterapeuter som Gregory Bateson, Paul Watzlawick, John H. Weakland og Don D. Jackson fra 1950'erne og fremefter modeller for menneskelig kommunikation, som i sidste ende også førte til begrebet systemisk terapi. Den ser sig selv som et alternativ til individuelle psykologisk orienterede terapiformer som f.eks. psykoanalysen. Pioneren inden for systemisk terapi i den tysktalende verden var lægen og psykoanalytikeren Helm Stierlin.

### Teori om komplekse systemer
Den seneste tendens er teorien om komplekse systemer. Et komplekst system er et system, hvis egenskaber ikke fuldt ud kan forklares ved hjælp af egenskaberne ved systemets komponenter. Komplekse systemer består af et væld af indbyrdes forbundne og interagerende dele, enheder eller agenter.
Komplekse systemer er udbredte, ja dominerende, lige fra elementarpartiklernes verden til det menneskelige samfund. De opstår overvejende gennem spontane selvorganiseringsprocesser og er normalt ikke tilgængelige for en teori, der er baseret på kendte matematiske funktioner. Som eksempler kan nævnes dannelsen af atomkerner, af atomer, stoffers omdannelse fra en aggregationstilstand til en anden, krystallisering, kemiske reaktioner, evolution, mentale processer i hjernen, udviklingen af sociale systemer osv. I den levende natur er åbne systemer, der kræver tilførsel af energi, dominerende; i den livløse natur dannes komplekse systemer normalt spontant ved frigivelse af energi eller endog i termisk ligevægt.
Teorien om komplekse adaptive systemer er overvejende baseret på Santa Fe Instituttets arbejde. Denne nye kompleksitetsteori, som beskriver fremkomst, tilpasning og selvorganisering, er baseret på agenter og computersimuleringer med multi-agent-systemer (MAS), som er blevet et vigtigt redskab i studiet af sociale og komplekse systemer.